# Джоджо (певица)
Джоджо (англ. JoJo, настоящее имя Джоанна Ноэлль Блэгден Левек, англ. Joanna Noëlle Blagden Levesque; 20 декабря 1990, Брэттлборо, Вермонт) — американская певица в стилях поп и R&B, начавшая свою карьеру после выступления на передаче «America’s Most Talented Kid». Её первый альбом вышел в 2004 году на «Blackground Records», сразу заняв четвёртую строчку в хит-параде «Billboard 200». По всему миру были проданы более трёх миллионов экземпляров этого диска, а первый сингл «Leave (Get Out)» получил статус золотого по сертификации RIAA.
На данный момент дискография певицы насчитывает два альбома — «JoJo» (2004) и «The High Road» (2006). Первый альбом вышел в 2004 году под эгидой «Blackground Records», разместившись на четвёртой позиции «Billboard 200». Мировые продажи альбома достигли тиража в 3 млн экземпляров, а первый сингл «Leave (Get Out)» получил статус золотого по сертификации RIAA. JoJo была признана самой молодой исполнительницей, чей первый сингл попал в двадцатку лучших в чарте Billboard Hot 100 (певице на момент выпуска сингла было всего 13 лет).
Её наиболее известные хиты — «Leave (Get Out)» из альбома «JoJo» (2004) и «Too little too late» из альбома «The High Road» (2006). Последний был удостоен нескольких музыкальных наград, а также премии Yahoo Music Awards «Самая скачиваемая песня» (более десяти миллионов скачиваний с момента выхода сингла). Весной ожидается выход третьего студийного альбома певицы под названием «Jumping Trains». Первый сингл с будущего альбома — «Disaster» — был выпущен 29 августа 2011 года, вскоре был снят клип на данную композицию.
Также, кроме карьеры певицы, Джоджо является актрисой. Впервые появилась на экране в возрасте 12 лет в качестве исполнительницы эпизодической роли в телесериале «The Bernie Mac Show». Впоследствии певица снялась в нескольких фильмах и ТВ-проектах. Наиболее заметной можно назвать одну из главных ролей в молодёжной комедийной мелодраме «Аквамарин».

## Детские годы
Джоанна Левески родилась 20 декабря 1990 года в небогатой семье в городе Брэттлборо, но выросла в Кине и Фоксборо. У неё есть английские, ирландские, польские, французские и шотландские корни. Предпосылки к пению у будущей певицы были в её семье с самого раннего детства — для её отца пение было одним из видом хобби, в то время как её мать пела в церковном хоре католической церкви. Родители будущей звезды развелись, когда маленькой Джоанне было всего четыре года. Впоследствии Джоанна воспитывалась матерью. Её детское прозвище Джоджо (JoJo) через несколько лет стало её сценическим именем.
По словам матери певицы, Джоанна впервые запела в возрасте двух лет и трех месяцев. Будучи ребёнком, она охотно принимала участие в различных фестивалях и в местных профессиональных театральных постановках. В возрасте семи лет девочка приняла участие в шоу «Kids Say the Darnedest Things: On the Road in Boston», где спела песню из репертуара Cher, после чего активно стала появляться на телевидении. Позже её позвали в «Шоу Опры Уинфри», где она исполнила несколько песен из репертуара Уитни Хьюстон.

## Карьера (2001—2010)
Изначально музыкальная карьера певицы могла начаться в 7 лет, когда совсем юной JoJo предложила контракт некая студия звукозаписи (какая именно студия сделала предложение, певица впоследствии не разглашала). Но эти начинания оборвала мать певицы, глубоко убежденная в том, что её дочь слишком мала для музыкальной карьеры. Когда девочке исполнилось 12 лет, она приняла участие в детском песенном теле-конкурсе «America’s Most Talented Kid», в котором, к сожалению, выиграть не смогла. Продюсер Винсент Герберт связался с ней после участия в шоу и попросил приехать на прослушивание в «Blackground Records». Юная певица предложение приняла и прослушивание прошло великолепно. Джоанна подписала контракт с «Blackground Records» и «Da Family Entertainment», взяв в качестве сценического псевдонима своё детское прозвище — JoJo.
24 февраля 2004 она представила широкой аудитории свой первый сингл с дебютного альбома — Leave (Get out). Песня стала судьбоносной для JoJo — песня моментально взлетела на вершину американского чарта Top 40 Mainstream, после чего певица отправилась в промотур по супермаркетам. Клип на песню получил номинацию «Лучший дебютант» на MTV Video Music Awards в 2004 году. Следующий сингл — «Baby It’s You» — также показал великолепные результаты в американских чартах. Оба сингла получили золотой статус по сертификации RIAA. Третий сингл «Not That Kinda Girl» выпущенный исключительно за пределами США, прошёл, в отличие от своих собратьев, довольно посредственно. В итоге, дебютный альбом «JoJo» вышел 22 июня 2004 года и стартовал с четвёртой позиции «Billboard 200». По прошествии времени, альбом получил платиновый статус в США и Канаде, и золотой в Великобритании. По всему миру было распродано более трех миллионов CD.
Летом 2006 года, после годового затишья, юная певица выпустила сингл «Too little too late». Композиция стартовала с шестьдесят шестого места в хит-параде Billboard Hot 100. Был установлен новый рекорд хит-парада — за неделю «Too little too late» поднялась с 66-й позиции на 3-ю (предыдущей рекордсменкой была Мэрайя Кэри, чья песня «Loverboy» взлетела с 60-го места на 2-е). Композиция получила несколько музыкальных наград и прославила певицу далеко за пределами США. Следующий сингл «How to Touch a Girl» был издан только в США, где потерпел полный коммерческий крах. Второй альбом певицы — «The High Road» — был выпущен 17 октября 2006 года. В конце года «The High Road» получил золотую сертификацию RIAA. В США было продано более 550 тысяч копий альбома, в мире всего было продано около двух миллионов CD.
В конце 2007 года певица объявила, что начала работу над третьим альбомом. В конце 2008 году двадцать записанных ею песен для третьего альбома было украдено из студии и выложено в Интернете. Весной 2009 года JoJo выразила желание работать с лейблом Intescope Records, предложившим ей эксклюзивный контракт. У молодой исполнительницы начались проблемы с рекорд-лейблами. В октябре 2009 JoJo подала иск в суд на рекорд-лейбл «Da Family Entertainment», обвинив руководство лейбла в том, что оно поставило её в музыкальную неопределённость (musical limbo). По заявлением певицы, руководство отказывалось разрывать с ней контракт, но в то же время не давало ей возможность записывать новый альбом. В итоге, дело выиграла JoJo, получив 500 000$ и право на разрыв контракта с лейбла. В конце 2009 года JoJo подписала официальный контракт с лейблом Interscope Records.
В 2010 году певица издала микстейп «Can’t Take That Away from Me» перед предполагаемым выпуском третьего альбома. Однако из-за некоторых проблем, подготовленный материал, находившийся под эгидой её бывшего лейбла, так и не был издан.

## Карьера (с 2011 года)
JoJo выпустила песню «Disaster», которая стала официальным первым синглом с её будущего альбома «Jumping Trains». Сингл был выпущен в августе 2011 года. Сингл стартовал с 87-й позиции чарта Billboard Hot 100. На песню был снят видеоклип, выпущенный в ноябре 2011 года. В начале 2012 года певица представила второй сингл с третьего альбома «Sexy To Me». Альбом «Jumping Trains» ожидается в марте-апреле этого года. Так как лейбл продолжал откладывать выпуск альбома, JoJo начала записывать новый материал, специально для микстэйпа, чтобы не заставлять фанатов ждать её музыки. Второй бесплатный микстэйп Agápē (что в переводе с греческого означает «безусловная любовь») вышел 20 декабря, в день рождения певицы. Так как ситуация с лейблом продолжала усугубляться, 30 июля JoJo наконец-то подала в суд на Blackground Records, указав, что по законам Нью Йорка, её контракт должен был истечь ещё в 2011 году.

## Карьера (с 2015 года)
21 августа 2015 года JoJo представила ЕР под названием III (что означает трингл). В трингл входило 3 песни. When Love Hurts, Say Love, Save My Soul. When Love Hurts был выбран в качестве лид-сингла ЕР и на ротации в радио был отправлен 17 ноября 2015 года. 28 сентября 2015 года вышел официальный клип When Love Hurts. Спустя месяц 27 октября 2015 года JoJo представила видеоклип «Say Love». Завершающим видеоклипом с ЕР стал Save My Soul, релиз которого состоялся 8 января 2016 года. Ни один из синглов ЕР не войдет в третий студийный альбом певицы Mad Love, релиз которого состоится 14 октября 2016 года.

## Mad Love
28 июля 2016 года в качестве лид-сингла был выпущен «Fuck Apologies» записанный при участии Wiz Khalifa. JoJo сообщила в своем аккаунте инстаграм, что выход альбома Mad Love состоится 14 октября 2016 года на лейбле Atlantic Records. В своем аккаунте Twitter певица сообщила что гостями альбома будут Alessia Cara. Iggy Azalea и Wiz Khalifa. В альбом войдут синглы Fuck Apologies, I Am, Good Thing и одноимённая Mad Love

## Good to Know
«Good to Know» — четвёртый студийный альбом, вышедший 1 мая 2020 года. В этот раз Джоанна покинула лейбл «Atlantic Records» и впервые запустила свой собственный лейбл «Clover Music» через совместное сотрудничество с «Warner Records». Акустическая версия альбома была выпущена 10 июля 2020 года, а позже Джоджо выпустила Deluxe издание альбома 28 августа 2020 года, в который вошли 5 новых песен.
Ко всем синглам вышли клипы, а их около 6, что является рекордом среди других альбомов. Синглы данного альбома — Man, Small Things, Lonely Hearts, Think About You, Comeback, What U Need.
Турне в честь выхода альбома должен был начаться с апреля по сентябрь 2020 года, но из-за эпидемиологической ситуации с коронавирусом по всему миру, пришлось сдвинуть график на середину лета, но из-за неутишительных прогнозов в итоге турне перенесли на 2021 год на те же даты, что изначально планировали. Турне пройдёт в большинстве штатов Северной Америки, а осенью тур пройдёт в Европе.

## Дискография

### Студийные альбомы
- 2004 — JoJo
- 2006 — The High Road
- 2016 — Mad Love
- 2020 — Good to Know

### Микстейпы и ремиксы
- 2010 — Can’t Take That Away from Me (Mixtape)
- 2012 — Agápē (Mixtape)
- 2015 — When Love Hurts (Remixes) — EP
- 2016 — Fuck Apologies. (feat. Wiz Khalifa) (The Remixes) — EP
- 2019 — FAB. (feat. Remy Ma) (Remixes) — EP

### Мини-альбомы
- 2014 — LoveJo
- 2015 — LoveJo2
- 2015 — III — Single

### Переиздания
- 2018 — JoJo (2018)
- 2018 — The High Road (2018)
- 2018 — Disaster (2018)
- 2018 — Demonstrate (2018)

### Дуэты
- 2004 — JoJo feat. Bow Wow — Baby It’s You
- 2009 — Timbaland feat. JoJo — Lose Control
- 2010 — JoJo feat. Travis Garland — When Does It Go Away
- 2010 — JoJo & Timbaland & The Jet — Timothy Where Have You Been
- 2010 — JoJo feat. Jordan Gatsby — What You Like
- 2011 — Clinton Sparks feat. JoJo — Sucks To Be You
- 2012 — JoJo feat. Josh Milan — I Dont Wanna Cry
- 2013 — JoJo & Casey Veggies, Francesco — Anything (Remix)
- 2015 — JoJo feat. James Fauntleroy & Da Internz — Better With Love
- 2016 — Skizzy Mars feat. JoJo — Recognize
- 2016 — JoJo feat. Wiz Khalifa — Fuck Apologies
- 2016 — JoJo feat. Alessia Cara — I Can Only
- 2016 — JoJo feat. Remy Ma — FAB
- 2018 — JoJo feat. Jon Mcxro — Dont Say Nothin
- 2019 — PJ Morton feat. JoJo — Say So
- 2019 — JoJo feat. CHIKA — Sabotage
- 2020 — JoJo feat. Demi Lovato — Lonely Hearts (Remix)
- 2020 — JoJo feat. Tinashe — Love Reggae

## Фильмография
| Год  |    | Русское название                 | Оригинальное название                   | Роль                          |
| ---- | -- | -------------------------------- | --------------------------------------- | ----------------------------- |
| 2002 | с  | Шоу Берни Мака                   | The Bernie Mac Show                     | Мишель Купер                  |
| 2002 | ф  | —                                | Developing Sheldon                      | юная Элизабет                 |
| 2004 | с  | Американские мечты               | American Dreams                         | Линда Ронстадт                |
| 2006 | ф  | Аквамарин                        | Aquamarine                              | Хейли Роджерс                 |
| 2006 | ф  | Дурдом на колёсах                | RV                                      | Кэсси Манро                   |
| 2006 | ф  | Пикколо, Сакс и компания         | Piccolo, Saxo et compagnie              | Диззи                         |
| 2008 | тф | Признания голливудской старлетки | True Confessions of a Hollywood Starlet | Морган Картер / Клодия Миллер |
| 2011 | с  | Гавайи 5.0                       | Hawaii Five-0                           | Кортни Расселл                |
| 2012 | с  | —                                | Massholes                               | в роли самой себя             |
| 2013 | ф  | Когда лучший друг — гей          | G.B.F.                                  | Соледад Браунстайн            |
| 2016 | с  | —                                | Clevver Now                             | н/д                           |
| 2017 | с  | Смертельное оружие               | Lethal Weapon                           | Шей                           |
| 2022 | с  | Настоящий американец             | All American                            | Сабина                        |

## Награды и номинации
| Год  | Премия                                           | Категория                                                            | Результат |
| ---- | ------------------------------------------------ | -------------------------------------------------------------------- | --------- |
| 2004 | MTV Video Music Award                            | Лучший дебютант (Leave (Get Out))                                    | Номинация |
| 2004 | Billboard Music Awards                           | Лучшая дебютантка года                                               | Номинация |
| 2004 | Billboard Music Awards                           | Лучший сингл года (Leave (Get Out))                                  | Номинация |
| 2006 | Teen Choice Award                                | Female Choice Breakout (Aquamarine)                                  | Номинация |
| 2007 | Boston Music Awards                              | Лучшая американская исполнительница года (Too Little, Too Late)      | Победа    |
| 2007 | Hollywood Life 9th Annual Young Hollywood Awards | Лучшее выступление                                                   | Победа    |
| 2007 | Молодой актёр                                    | Лучшее выступление (в фильме Aquamarine)                             | Номинация |
| 2008 | Yahoo Music Awards                               | более 10 миллионов скачиваний песни Too Little, Too Late             | Победа    |
| 2008 | Boston Music Awards                              | Выдающийся певец года в стиле поп/ритм-н-блюз                        | Номинация |
| 2009 | Poptastic Award                                  | Лучший телевизионный фильм (True Confessions of a Hollywood Starlet) | Номинация |